# Mahmud Barzanji
Mahmud Barzniji (Barzinjah, het huidige Suleimaniya, 1878 – Bagdad, 9 oktober 1956) was een Koerdisch heerser en geestelijke die leiding gaf aan Koerdische opstanden tegen het Britse mandaat in Mesopotamië in het huidige Irak.
Sjeik Mahmuds ambities op politiek en godsdienstig vlak nam snel wending aan. Hij werd door de Osmanen samen met zijn jongere broer opgepakt in de buurt van Mosoel, wat tot een rel in het hele land leidde.
Toen sjeik Mahmud was teruggekeerd naar Slemany werd hij als een held ontvangen.
Hij speelde tevens een belangrijke rol in de Eerste Wereldoorlog door de Russen te verdrijven vlak bij de Iraanse grens. Hij werkte aan de opbouw van een koninkrijk met Slemany als hoofdstad.
Een onafhankelijk Koerdistan dus, maar hij kreeg veel tegenwerking van zowel de Osmanen, als de Britten en Koerdische stammen die een ander lot voor Koerdistan voor ogen hadden dan wat sjeik Mahmud wilde.
In april 1918 werd er een grote vergadering gehouden voor de diverse Koerdische stammen in Kirkoek, waarbij de Britten een voorlopige Koerdische regering wilden samenstellen. Er werd een Koerdische regering gevormd, die onder Brits mandaat opereerde, dit was voor de Koerden een enorme stap vooruit en bracht hen een stukje dichter bij hun wens om onafhankelijkheid.
Sjeik Mahmuds hand reikte snel ook tot de steden Raniya en Rawanduz. Ook hadden Koerdische stammen uit Oost-Koerdistan zich toevertrouwd aan de strijd van sjeik Mahmud. De Britten probeerden ondertussen de invloed van sjeik Mahmud tegen te houden, door plannen om Zuid-Koerdistan, dat toen Wilayeti Mosul was bij de nieuw gevormde Irak te voegen.
Hierdoor nam de spanning tussen sjeik Mahmud en Groot-Brittannië snel toe. Ondertussen ging sjeik Mahmud door met zijn plannen om een onafhankelijk Koerdistan op te richten, hiertoe liet hij een vlag maken met een maan op een groene ondergrond, eigen zegels drukken enz…
De reactie van de Britten liet niet lang op zich wachten, ze kwamen met een groot offensief tegen de leger van Malik (koning) Mahmud. Het slagveld vond bij Baziyan op 19 juni 1919 plaats, waarbij sjeik Mahmud gewoonlijk aan het front meevocht en zwaargewond gearresteerd werd achter een grote rots. Sindsdien wordt de rots Barda Qaraman genoemd, wat moedige steen betekent.
De gearresteerde sjeik werd voor een militaire hof geplaatst, die hij niet erkende. Hij werd ter dood veroordeeld, een veroordeling die niet werd uitgevoerd, maar werd omgezet in tien jaar gevangenisstraf.
De Britten hadden gehoopt dat met de arrestatie van Sjeik Mahmud de rust in Koerdistan terug zou keren, maar het tegenovergestelde was het geval. In verschillende delen van Koerdistan kwamen Koerden in opstand tegen de inheemse bezetting van hun land.
In 1920 werd door alle 62 stammen van de Koerdische regio’s Slemany, Hawler en Mosoel een petitie bij de Britse hoge commissaris in Bagdad aangeboden, waarin de Koerden van de Britten eisten dat Koerdistan een onafhankelijke staat zou worden, volgens de afspraken met de Britten in oorlogstijd.
Ze verklaarden dat de politieke en militaire situatie de terugkeer van sjeik Mahmud niet meer in de weg stond. De Britten lieten de sjeik terugkeren naar Slemany, en probeerden te onderhandelen met hem voor zijn steun tegen de Turken.

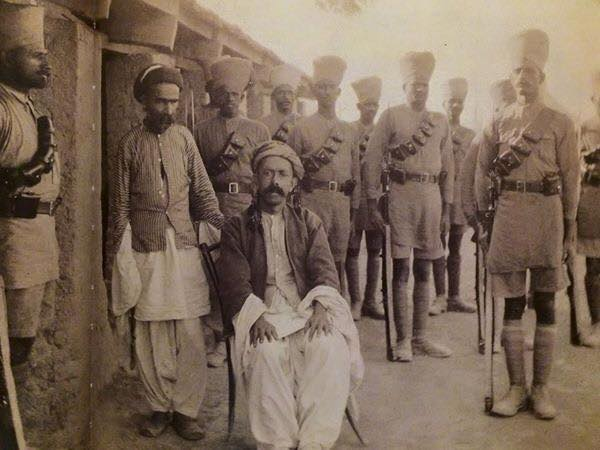
Mahmud Barzanji werd door de Engelsen naar India verbannen.

De spanningen met de Britten liep opnieuw hoog op, zo hoog dat de Britten op 3 maart 1923 Slemany bombardeerden, de hoofdstad van het koninkrijk van Sjeik Mahmud. Half mei lukte het de Britten Slemany te bezetten, maar in juni al kwam sjeik Mahmud met zijn leger, dat vanaf toen de naam het nationale leger van Koerdistan kreeg in opstand.
Het leger van Koerdistan stond onder leiding van Majid Mustafa, het lukte de Koerden om Slemany weer in handen te krijgen, maar op 16 augustus 1923 werd het hoofdkwartier van sjeik Mahmud gebombardeerd door de Engelsen.
De Engelsen probeerden via vredesonderhandelingen met de Koerden tot een akkoord te komen, maar de nationalistische Koerden met sjeik Mahmud als leider konden het niet eens worden met de plannen van de Engelsen om Koerdistan bij het nieuwgevormde Irak te voegen.
In de jaren 1924 en 1925 ging sjeik Mahmud onverminderd verder met zijn activiteiten, om Zuid-Koerdistan onafhankelijk te krijgen van een eventuele samenvoeging met het Arabisch gedomineerde Irak.
Sjeik Mahmud de eerste persoon in Irak waarvan een geldbedrag voor zijn dood of arrestatie uitgedeeld werd. De sjeik bleef zijn eisen bij de Britten herhalen voor de nakoming van hun afspraken om de rechten van de Koerden, maar deze reageerden steeds negatief en ontkenden dat er sprake is geweest van afspraken tussen de Koerden en de Britten over de rechten van de Koerden en de onafhankelijkheid van Koerdistan.
Ondertussen waren de Engelse en Iraakse strijdkrachten overeengekomen om de laatste weerstand van het leger van sjeik Mahmud te breken, dat zich beperkte tot de regio rond Penjwin. Met het verlies van Penjwin in het voorjaar van 1927 werd de Sjeik en zijn regering van Koerdistan opzij gezet door de Iraakse en Britse troepen.
De Koerden waren onrustig geworden na de nederlaag van hun koning tegen de Britten, zij waren bang voor een Arabische staat die de rechten van de Koerden niet zou erkennen en eerbiedigen.
Irak bleef niet vrij van de invloeden van de Tweede Wereldoorlog, pro-Duitse Iraakse ambtenaren dwongen de Britten Irak in 1941 opnieuw te bezetten. Deze zaken gingen sjeik Mahmud niet meer aan, want hij zat in Bagdad onder huisarrest en bleef proberen de Koerdische eisen opnieuw onder de aandacht te brengen.
In de vroege ochtend van 9 oktober 1956 stierf sjeik Mahmud in het Haidaryziekenhuis in Bagdad. Het bericht van zijn overlijden verspreidde zich algauw over heel Irak en Koerdistan.
Zijn begrafenis werd een nationale gebeurtenis en ging vergezeld van protesten en grote demonstraties van Koerden. De tienduizenden Koerden leidden hun koning naar zijn laatste rustplaats. De sjeik werd begraven in de grote moskee (Mzgawti Gawra) van Slemany.
Sjeik Mahmud stelde zijn hele leven in dienst van de Koerdische zaak en de droom van Koerdische onafhankelijkheid. Hij heeft een belangrijke rol gespeeld in de Koerdische strijd om zelfbeschikking en de groei van het identiteitsbesef van de Koerden in die gevoelige periode uit de geschiedenis.